# Le Grand Jeu (émission de télévision)
Le Grand Jeu («Большая игра», Bolchaïa igra) est une émission de télévision traitant de sujets politiques et sociétaux, diffusée sur la Première chaîne (Perviy Kanal) de la télévision russe depuis le 3 septembre 2018,.

## Contenu
Cette émission sous forme de talk-show aborde et analyse les événements de la semaine et présente jusqu'au printemps 2022 le regard qu'un Russe ou qu'un Américain portent sur eux. Le Grand Jeu essaye de comprendre si la Russie et les États-Unis peuvent s'entendre, ou au contraire si ces deux pays sont trop éloignés d'un point de vue culturel et sociétal et que cette entente est pratiquement impossible. Le Grand Jeu est une plateforme où s'affrontent deux mentalités, deux attitudes face au monde, à la compréhension et au sens de l'histoire. Depuis le printemps 2022, l'émission est plus centrée sur l'analyse de l'information au sens large et des répercussions de la crise ukrainienne sur la société russe, l'économie du pays et sa place dans le monde.

## Présentateurs
Les principaux présentateurs sont désormais le vice-président de la commission des Affaires internationales de la Douma d'État russe, également président du conseil d'administration de la Fondation Rousskii Mir (Le Monde russe) Viatcheslav Nikonov et Dmitri Souslov. Le co-animateur est le président du Center for the National Interest (anciennement le Nixon Center), politologue, historien, journaliste pour The National Interest, Dimitri Simes, né en URSS, émigré aux États-Unis en 1973 à l'âge de 25 ans vivant à Washington, mais séjournant régulièrement à Moscou.
Le but de l'émission à l'origine est de montrer que Nikonov et Simes, ne sont pas seulement les représentants de deux pays, mais que ce sont des personnes qui portent les mentalités politiques de leur pays. Ils comprennent comment fonctionnent les cerveaux politiques de la Russie et des États-Unis. Ils font venir des experts qui tentent de construire des ponts entre eux, offrant aux politiciens leurs idées et leurs solutions comme modèles. Le but apparent est de trouver un consensus; mais de manière sous-jacente qui aille dans le sens des intérêts de la fédération de Russie.
Jusqu'au 4 juillet 2020, la modératrice de l'émission était Marina Kim. Depuis le printemps 2022 (à cause de l'opération militaire russe en Ukraine), Dimitri Simes intervient moins souvent dans cette émission; mais il est toujours appelé co-animateur, par exemple, dans les épisodes à 23 heures des 18 et 20 avril 2022, dans lesquels il était personnellement dans un studio à Moscou et a discuté de divers sujets avec Dmitri Souslov; il a également personnellement animé un épisode à 22 heures 45 le 25 avril 2022, lorsqu'il a interviewé le ministre des Affaires étrangères russe Sergueï Lavrov, et à partir du 26 avril 2022, Dimitri Simes est réapparu sur la couverture mise à jour du programme sur le site Web de Perviy Kanal.
L'émission est depuis l'invasion de l'Ukraine par la Russie plus centrée sur les répercussions de cette crise en Russie et dans le monde, et la place de la Russie dans le nouveau jeu mondial.

## Temps d'antenne
L'émission a changé à plusieurs reprises de jour et d'heure de diffusion :
- Au début, de septembre à décembre 2018, l'émission était diffusée du lundi au jeudi à 22 heures 30;
- De janvier à juin 2019, elle passe du lundi au jeudi à 23 heures 30;
- De septembre à décembre 2019, elle ne passe plus que le dimanche soir à 22 heures;
- De février à juin 2020, elle passe le samedi à 23 heures;
- Depuis octobre 2020, elle passe tous les jeudis à 22 heures 30.

## Éditions spéciales d'analyse de l'information
- Le 20 février 2022, après la fin de la cérémonie de clôture des jeux olympiques de Pékin, une édition spéciale est diffusée de 16 heures 40 à 17 heures 50 à propos des derniers événements dans le Donbass.
- À partir du 24 février 2022, des éditions spéciales ont lieu en lien avec le début de l'invasion russe en Ukraine, d'abord tous les jours, puis le dimanche en moins, puis le samedi encore en moins, aussi bien dans la journée que dans la soirée. Il peut y en avoir une à quatre par jour. L'émission est diffusée dans le cadre de la chaîne d'information (ce nom lui est donné après le 26 février) à son tour avec l'émission très suivie Le temps le dira («Время покажет») et interrompue au début de chaque heure pour la diffusion des nouvelles de la Première chaîne (Novosti).

Éditions spéciales du Grand Jeu consacrées à l'intervention russe en Ukraine:
- 24 février 2022 de 16:00 à 17:00;
- 25 février de 19:30 à 21:00 et de 23:25 à 0:00;
- 26 février de 16:00 à 17:00 et de 20:15 à 21:00;
- 27 février de 13:10 à 15:00, de 17:10 à 18:00 et de 20:10 à 21:00;
- du 28 février au 2 mars de 13:10 à 15:00, de 17:10 à 18:00, de 20:10 à 21:00 et de 23:05 à 0:00;
- du 3 au 11 mars de 14:10 à 15:00, de 17:10 à 18:00, de 20:10 à 21:00, et aussi de 23:05 à 0:00 (dernière édition sauf les 5 et 11 mars);
- 6 mars de 12:15 à 14:00 et de 16:30 à 18:00;
- 7 mars de 16:10 à 18:00 (non dans le cadre de la chaîne d'informations);
- 12 mars de 12:15 à 14:00 et de 16:30 à 18:40;
- 14 mars de 14:10 à 15:00, de 16:10 à 18:00, et aussi de 22:55 à 23:55 (non dans le cadre de la chaîne d'information);
- du 15 mars au 8 avril (sauf le 5 avril) de 14:10 à 15:00, de 17:10 à 18:00, de 20:10 à 21:00, de 22:55 à 23:55 (non dans le cadre de la chaîne d'information et seulement du lundi au jeudi);
- 19 mars de 12:15 à 13:25 et de 16:35 à 18:55;
- 5 avril de 15:15 à 16:05, de 17:10 à 18:00, de 20:10 à 21:00, de 22:55 à 23:55 (non dans le cadre de la chaîne d'information);
- du 11 au 22 avril de 14:10 à 15:00, de 16:55 à 18:00, de 19:55 à 21:00, de 22:55 à 23:55 (non dans le cadre de a chaîne d'information) les deux dernières éditions diffusées seulement du lundi au jeudi;
- du 25 avril à aujourd'hui de 14:10 à 15:00, de 16:55 à 18:00, de 19:55 à 21:00, de 22:45 à 23:45 (non dans le cadre de la chaîne d'information), les deux dernières éditions diffusées seulement du lundi au jeudi;
- 2-3 mai de 19:05 à 21:00 (non dans le cadre de la chaîne d'information);
- 10 mai de 22:40 à 23:35 (non dans le cadre de la chaîne d'information).